# Hans Heres
Hans Loert Heres (Flachsmeer, 10 december 1945 – Beerta, 28 december 2018) was een Nederlands politicus en bestuurder. Hij was raadslid en wethouder in Beerta en Reiderland en was lid van de Communistische Partij van Nederland (CPN) en de daaruit voortgekomen Nieuwe Communistische Partij (NCPN). Heres gold als een van de boegbeelden van het communisme in Oost-Groningen.

## Levensloop
Heres werd in Duitsland geboren, als zoon van een daar tewerkgestelde arbeider. Zijn vader was lid van de CPN en was in de jaren na de Tweede Wereldoorlog lid van de gemeenteraad van Beerta. Heres werd net als zijn vader grondwerker. Hij trad op zijn achttiende toe als lid van de CPN en werd in 1970 gekozen in de gemeenteraad van Beerta. Van 1973 tot 1978 en van 1988 tot de gemeentelijke herindeling van Beerta in 1990 was hij wethouder.
Uit onvrede met het feit dat de CPN in 1991 opging in GroenLinks, richtte Heres met Koert Stek, Albert Schwertman en andere geestverwanten de NCPN op. Bij de verkiezingen in 1994 haalde deze partij met ruim vijftig procent en zeven van de dertien zetels een meerderheid in de raad van Reiderland. Heres en Stek werden wethouder. In 2001 trad hij af na een motie van wantrouwen over het gebiedsontwikkelingsproject Blauwestad, waar de NCPN aanvankelijk voor was. Hij bleef lid van de gemeenteraad tot 2010. In dat jaar ging Reiderland op in Oldambt. Bij de verkiezingen voor deze nieuwe gemeente haalde de NCPN in tegenstelling tot geestverwanten VCP en SP geen zetels.
Hans Heres overleed in 2018 op 73-jarige leeftijd. Hij werd gecremeerd in Winschoten.